# Kim Sơn (phường)
Kim Sơn là một phường thuộc thành phố Đông Triều, tỉnh Quảng Ninh, Việt Nam.

## Địa lý
Phường Kim Sơn có vị trí địa lý:
- Phía đông giáp phường Mạo Khê
- Phía tây giáp phường Hưng Đạo và phường Xuân Sơn
- Phía nam giáp tỉnh Hải Dương với ranh giới là sông Đá Vách
- Phía bắc giáp phường Bình Khê và phường Xuân Sơn.

Phường Kim Sơn có diện tích 10,45 km², dân số năm 2014 là 8.176 người, mật độ dân số đạt 782 người/km².

## Lịch sử
Trước đây, Kim Sơn là một xã thuộc huyện Đông Triều.
Ngày 11 tháng 3 năm 2015, Ủy ban Thường vụ Quốc hội ban hành Nghị quyết số 891/NQ-UBTVQH13 về việc:
- Thành lập thị xã Đông Triều thuộc tỉnh Quảng Ninh.
- Thành lập phường Kim Sơn thuộc thị xã Đông Triều trên cơ sở toàn bộ 1.045,01 ha diện tích tự nhiên và 8.176 người của xã Kim Sơn.

Ngày 28 tháng 9 năm 2024, Ủy ban Thường vụ Quốc hội ban hành Nghị quyết số 1199/NQ-UBTVQH15 về việc sắp xếp đơn vị hành chính cấp huyện, cấp xã của tỉnh Quảng Ninh giai đoạn 2023 – 2025 (nghị quyết có hiệu lực từ ngày 1 tháng 11 năm 2024). Theo đó, thành lập thành phố Đông Triều thuộc tỉnh Quảng Ninh. Phường Kim Sơn trực thuộc thành phố Đông Triều.

## Giao thông
Trên địa bàn phường có quốc lộ 18 đi qua.